# Caldas
Caldas – departament Kolumbii. Jego nazwa upamiętnia postać kolumbijskiego patrioty, Francisco José de Caldasa. Stolicą stanu Caldas jest miasto Manizales. Departament zajmuje powierzchnię 7291 km², a zamieszkuje go 1 180 187 osób (2003).
Departament Caldas jest dużym producentem kawy.

## Gminy
1. Aguadas
2. Anserma
3. Aranzazu
4. Belalcázar
5. Chinchiná
6. Filadelfia
7. La Dorada
8. La Merced
9. Manizales
10. Manzanares
11. Marmato
12. Marquetalia
13. Marulanda
14. Neira
15. Norcasia
16. Pácora
17. Palestina
18. Pensilvania
19. Riosucio
20. Risaralda
21. Salamina
22. Samaná
23. San José
24. Supía
25. Victoria
26. Villamaría
27. Viterbo